# Чорна Захар’євка
Чорна Захар’євка (рос. Чёрная Захарьевка) — присілок в Вадському районі Нижньогородської області Російської Федерації.
Населення становить 0 осіб. Входить до складу муніципального утворення Лопатинська сільрада.

## Історія
Від 2009 року входить до складу муніципального утворення Лопатинська сільрада.

## Населення
| 1999 | 2002 | 2010 |
| ---- | ---- | ---- |
| 3    | ↘1   | ↘0   |